# Jeferson de Sousa Ferreira
Jeferson de Sousa Ferreira (* 24. November 1995 in Guariba), auch bekannt als Jeferson Sousa, ist ein brasilianischer Fußballspieler.

## Karriere
Jeferson de Sousa Ferreira stand bis Ende 2015 beim Feirense FC im brasilianischen Feira de Santana unter Vertrag. Im Januar 2016 wechselte er zum Nacional AC nach São Paulo. Die zweite Jahreshälfte 2017 spielte er auf Leihbasis bei Sport Recife, die zweite Jahreshälfte spielte er ebenfalls auf Leihbasis beim Novoperário FC. Im Juli 2019 ging er nach Europa. Hier unterschrieb er in Malta einen Vertrag beim Erstligisten FC Birkirkara. Für dem Klub aus Birkirkara bestritt er drei Erstligaspiele. Nach einer Saison wechselte er im Sommer 2020 zum ebenfalls in der ersten Liga spielenden FC Mosta. Über die maltesischen Stadionen Naxxar Lions, Għajnsielem FC und Oratory Youths F.C. zog es ihn im Sommer 2023 nach Asien, wo er in Thailand einen Vertrag beim Zweitligaaufsteiger Dragon Pathumwan Kanchanaburi FC in Kanchanaburi unterschrieb. Am 15. Juni 2024 stand er mit Kanchanaburi im Finale des FA Cup. Das Spiel gegen den Erstligisten Bangkok United verlor man nach Elfmeterschießen. Am Ende der Saison 2024/25 belegte er mit dem Verein den vierten Tabellenplatz und qualifizierte sich somit für die Play-off-Spiele zur ersten Liga. Im Halbfinale konnte man sich gegen den fünftplatzierten Mahasarakham SBT FC durchsetzen. Im Finale traf man auf den Phrae United FC. Das Hinspiel im eigenen Stadion gewann man mit 3:2. Das Rückspiel endete 2:2. Kanchanaburi gewann mit insgesamt 5:4 und stieg somit in die erste Liga auf. Nach dem Aufstieg wurde sein Vertrag im Mai 2025 nicht verlängert. Für Kanchanaburi bestritt er 52 Ligaspiele.

## Erfolge
Dragon Pathumwan Kanchanaburi FC
- Thailändischer Pokalfinalist: 2023/24